# Przystajnia-Kolonia
Przystajnia-Kolonia – wieś w Polsce położona w województwie wielkopolskim, w powiecie kaliskim, w gminie Brzeziny.
Po III rozbiorze Polski w okolice sprowadzono osadników niemieckich wyznania ewangelickiego, zwanych holendrami. Od 1818 należeli oni do zboru w Sobiesękach.
W latach 1975–1998 miejscowość administracyjnie należała do województwa kaliskiego.